# Гусейнов, Вагиф Ибрагим оглы
Гусейнов Вагиф Ибрагим оглы (17 мая 1936 года, с. Сепаради, Ленкоранского района, Азербайджанской ССР — 9 июля 1985 года, г. Ленкорань, Азербайджанской ССР) — талышский поэт, журналист, публицист из Азербайджана. Член Союза писателей СССР.

## Биография
Родился 17 мая 1936 года в с. Сепаради, Ленкоранского района, Азербайджанской ССР. В 1942 году после гибели отца во время Великой Отечественной войны мать переехала с четырьмя детьми к бабушке, которая жила в Ленкорани. В 1953 году Вагиф оканчивает Ленкоранскую среднюю школу № 3, а в 1958 году оканчивает филологический факультет Азербайджанского государственного университета.

### Литературная деятельность
Вагиф начал писать стихи со студенческих лет, а в 1956 году под псевдонимом Вагиф Толыши (позднее прозванный «Талышлы»), написал рукопись стихов под названием «Лирика».
Его первое стихотворение было опубликовано в газете «Азербайджанская молодежь» в 1958 году. Какое-то время свои стихотворения и поэмы публикует под псевдонимом Вагиф Ибрагим.
С 1958 по 1965 гг. возглавлял в Ленкорани районную газету «Leninçi» («Ленинец»).
С 1958—1965 гг. работал в качестве ответственного секретаря в редакции ленкоранской районной газеты «Ленинец».
С 1965—1977 гг. работал в редакции Масаллинской районной газеты «Çağırış» («Призыв») в качестве ответственного секретаря, а позднее стал главным редактором этой же газеты.
Произведения Вагифа Гусейнова на острые социальные проблемы того времени, способствовали росту его известности у широкой аудитории. Его активная гражданская позиция, нашедшая отражения в статьях газеты «Çağırış», привели к последующему увольнению с должности главного редактора.
Основная часть его творчества заключалась в отражении образа жизни и трудолюбия родного края — Талыша и его древнего народа, девушек и юношей, любовь к литературе, истории и культуре. Он был единственным поэтом-писателем, писавшим на родном талышском языке в 1960—1970-е годы.
По его пьесе «Шутка в Иудее» был поставлен спектакль в Ленкоранском государственном драматическом театре имени Н. Ф. Везирова. В 1978 г. возвращается в родной город Ленкорань, где до конца жизни работал в качестве редактора радиопередач.
Награждён орденом «Знак Почета», двумя медалями и премией «Золотое перо» Союза журналистов ССР. Был депутатом Масаллинского районного Совета с 1967 по 1977 год. По адресу где он проживал установлена мемориальная доска. В Ленкорани его именем названа улица.

## Награды
- Высшая награда Союза журналистов СССР «Золотое перо»

### Стихотворения
- «Talış gözəli», («Красота Талыша»)
- «Talışın», («Талыша»)
- «Talış qızı» поэма, («Талышская девушка»)
- «Talış və düyü», («Талыш и рис»)